# Otras divisiones y regiones de España
Este artículo hace referencia a aquellas divisiones de España en regiones oficiales en algunos ámbitos y no oficiales pero de uso común y actual (prensa, cultura).
También se describen territorios y divisiones históricas, geográficas, económicas, militares y religiosas. La división política actual del territorio español se basa en comunidades autónomas y provincias y no se describe en este artículo.

## Divisiones y regiones geográficas
- Andalucía Oriental
- Andalucía Occidental
- Alta Andalucía
- Baja Andalucía

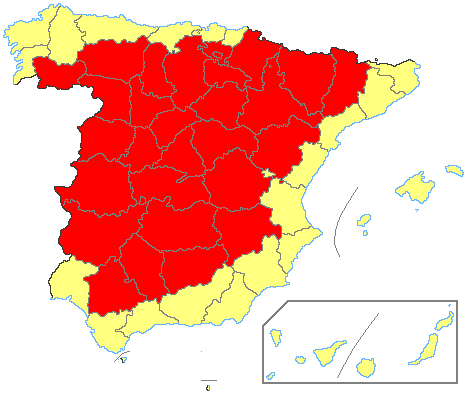
Mapa de las provincias interiores de España.

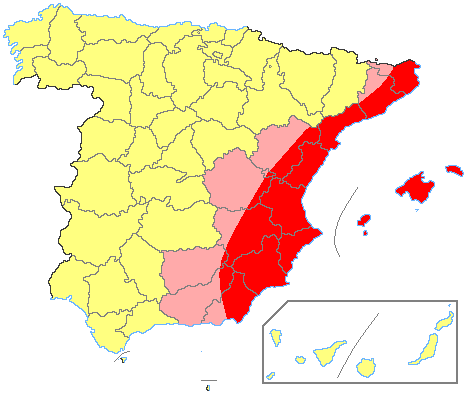
Mapa del Levante peninsular en las comunidades autónomas españolas.

- Andalucía tradicional (Reinos de Sevilla, Jaén y Córdoba)
- Granada

- Confederaciones hidrográficas
- Cornisa Cantábrica/Norte peninsular
- Interior peninsular
- La Mancha
- Levante
- Península

## Regiones político-históricas
- Antiguas divisiones provinciales
- Annobón
- El Bierzo
- Bata
- Cantabria
- Carthaginense
- Castilla
- Castilla la Nueva
- Castilla la Vieja
- Condado de Treviño
- Corona de Aragón
- Región de León
- Fernando Poo
- Ifni
- La Alcarria
- La Meseta
- Sonsierra de Navarra
- La Rioja Alavesa
- Las Encartaciones
- Provincia de Calatayud
- Provincia de Cartagena
- Provincia de Játiva
- Provincia de Logroño
- Región de León
- Región de Murcia (histórica)
- Periferia
- Provincias romanas en Hispania
- Reino de Asturias

- Asturias de Oviedo
- Asturias de Santillana
- Liébana

- Reino de Granada
- Reino de Jaén
- Reino de Córdoba
- Reino de Sevilla
- Reino de Galicia
- Reino de León
- Reino de Murcia
- Reino de Toledo
- Reinos de Taifas
- Sáhara Español
- Señorío de Molina
- Territorios forales
- Tierras de Talavera
- Veguerías catalanas
- Las Extremaduras
- Provincia de Extremadura

## Regiones socioeconómicas

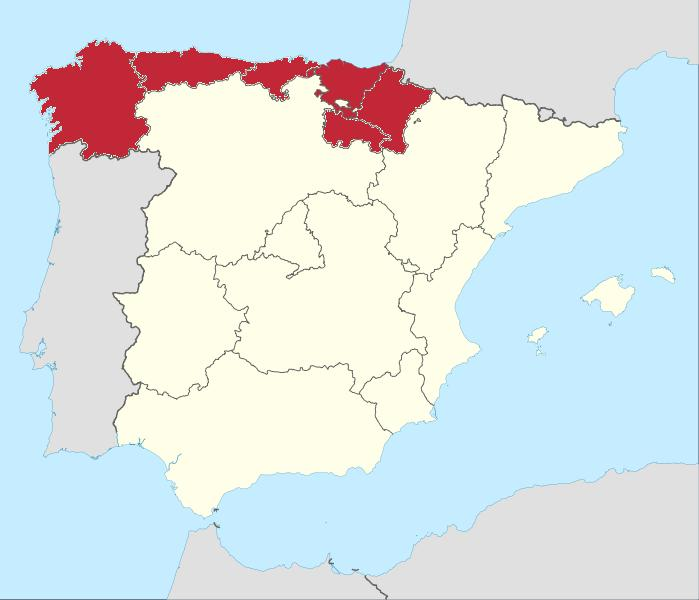
El norte de España.

- Eje del Ebro
- El norte
- El sur
- Comunidades ricas
- Comunidades pobres
- Sectores de carreteras radiales

## Divisiones histórico-culturales
- Las dos Españas (rica/pobre, norte/sur, política, rural/urbana)
- Climatología: Mitad sur peninsular/mitad norte y tercios

## Otras divisiones regionales

### Regiones militares
La primera división de España en zonas militares tuvo lugar en 1705, con la creación de las Capitanías generales. En 1898 se dividió el territorio peninsular, en siete Regiones Militares. A partir de aquí el número de Regiones militares fue fluctuando hasta su desaparición en 2002, debido a una nueva organización militar.

Regiones Militares Españolas en 1960

Regiones militares que llegaron a existir:
- I Región Militar, capitanía general de Madrid.
- II Región Militar, capitanía general de Sevilla.
- III Región Militar, capitanía general de Valencia.
- IV Región Militar, capitanía general de Barcelona.
- V Región Militar, capitanía general de Zaragoza.
- VI Región Militar, capitanía general de Burgos.
- VII Región Militar, capitanía general de Valladolid.
- VIII Región Militar, capitanía general de La Coruña.
- IX Región Militar, capitanía general de Granada.

Regiones Militares Españolas desde 1984

División en Regiones Militares tras la reinstauración de la democracia (1984):
- I.- Región Militar Centro, con mando y cuartel general en Madrid.
- II.- Región Militar Sur, con mando y cuartel general en Sevilla.
- III.- Región Militar Levante, con mando y cuartel general en Valencia.
- IV.- Región Militar Pirenaica Oriental, con mando y cuartel general en Barcelona.
- V.- Región Militar Pirenaica Occidental, con mando y cuartel general en Burgos.
- VI.- Región Militar Noroeste, con mando y cuartel general en La Coruña.

### Diócesis eclesiásticas

División de España en diócesis.

España se divide en 14 provincias eclesiásticas, compuestas a su vez por 70 diócesis, 14 de las cuales son archidiócesis.
- Barcelona: Archidiócesis de Barcelona, Diócesis de San Feliú de Llobregat y Diócesis de Tarrasa.
- Burgos: Archidiócesis de Burgos, Diócesis de Bilbao, Diócesis de Osma-Soria, Diócesis de Palencia y Diócesis de Vitoria.
- Granada: Archidiócesis de Granada, Diócesis de Almería, Diócesis de Cartagena, Diócesis de Guadix, Diócesis de Jaén y Diócesis de Málaga (también comprende la ciudad de Melilla).
- Madrid: Archidiócesis de Madrid, Diócesis de Alcalá de Henares, Diócesis de Getafe
- Mérida-Badajoz: Archidiócesis de Mérida-Badajoz, Diócesis de Coria-Cáceres y Diócesis de Plasencia
- Oviedo:Archidiócesis de Oviedo, Diócesis de León, Diócesis de Santander y Diócesis de Astorga
- Pamplona: Archidiócesis de Pamplona y Tudela, Diócesis de Calahorra y La Calzada-Logroño, Diócesis de Jaca y Diócesis de San Sebastián
- Galicia: Archidiócesis de Santiago de Compostela, Diócesis de Lugo, Diócesis de Mondoñedo-Ferrol, Diócesis de Orense, Diócesis de Tuy-Vigo
- Sevilla: Archidiócesis de Sevilla, Diócesis de Asidonia-Jerez, Diócesis de Cádiz y Ceuta, Diócesis de Canarias (comprende la Provincia de Las Palmas), Diócesis de San Cristóbal de La Laguna (comprende la Provincia de Santa Cruz de Tenerife), Diócesis de Córdoba y Diócesis de Huelva.
- Tarragona: Archidiócesis de Tarragona, Diócesis de Gerona, Diócesis de Lérida, Diócesis de Solsona, Diócesis de Tortosa, Diócesis de Urgel y Diócesis de Vich.
- Toledo: Archidiócesis de Toledo, Diócesis de Albacete, Diócesis de Ciudad Real, Diócesis de Cuenca, Diócesis de Sigüenza-Guadalajara
- Valencia: Archidiócesis de Valencia, Diócesis de Ibiza, Diócesis de Mallorca, Diócesis de Menorca, Diócesis de Orihuela-Alicante y Diócesis de Segorbe-Castellón.
- Valladolid: Archidiócesis de Valladolid, Diócesis de Ávila, Diócesis de Ciudad Rodrigo, Diócesis de Salamanca, Diócesis de Segovia y Diócesis de Zamora.
- Zaragoza: Archidiócesis de Zaragoza, Diócesis de Barbastro-Monzón, Diócesis de Huesca, Diócesis de Tarazona y Diócesis de Teruel y Albarracín.

### Provincias Marítimas

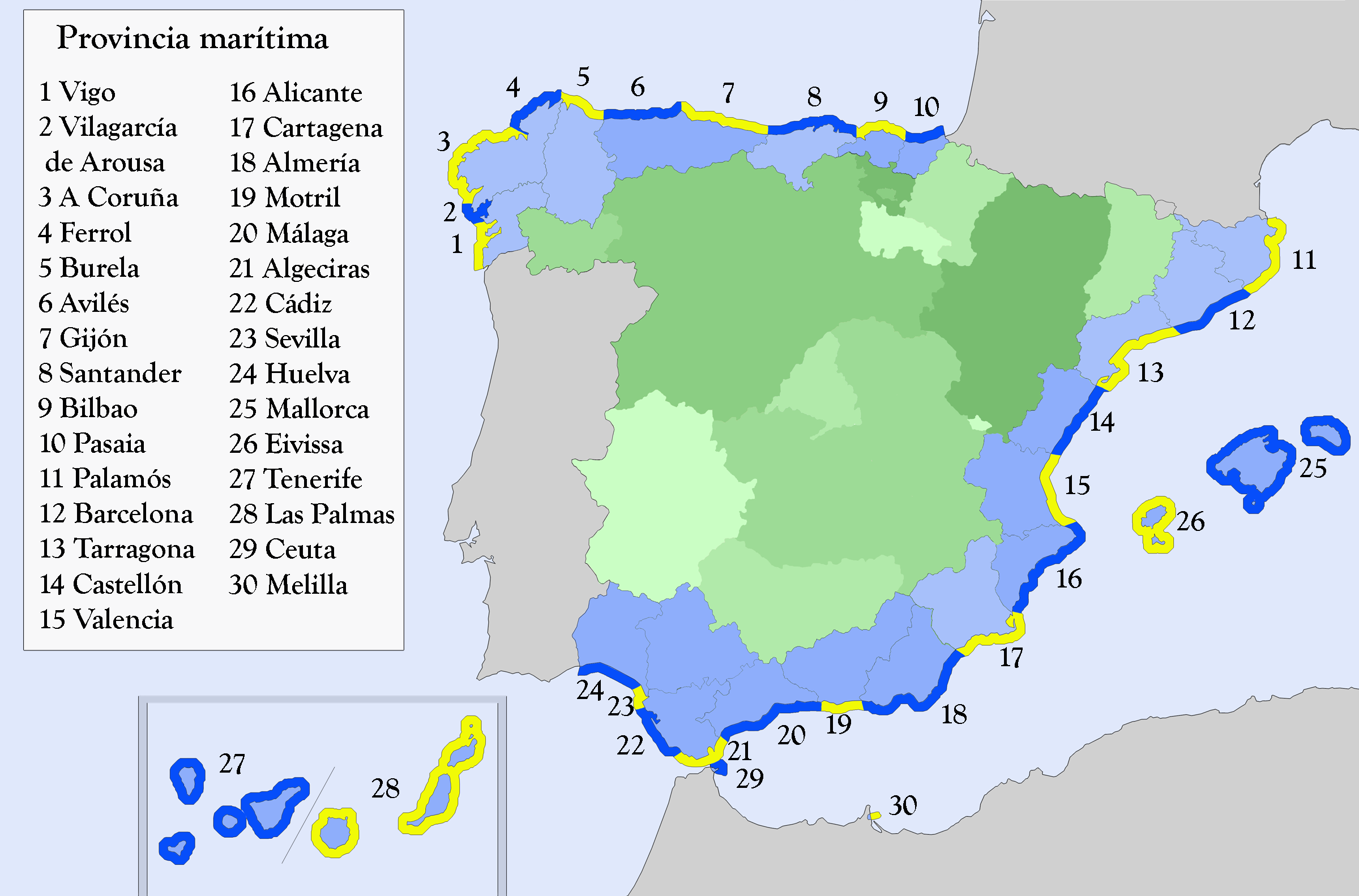
Provincias marítimas de España.

- Provincia marítima de Algeciras (AL)
- Provincia marítima de Alicante (AT)
- Provincia marítima de Almería (AM)
- Provincia marítima de Avilés
- Provincia marítima de Barcelona (BA)
- Provincia marítima de Bilbao (BI)
- Provincia marítima de Cádiz (CA)
- Provincia marítima de Cartagena (CT)
- Provincia marítima de Castellón (CP)
- Provincia marítima de Ceuta (CU)
- Provincia marítima de La Coruña (CO)
- Provincia marítima de Ferrol (FE)
- Provincia marítima de Gijón (GI)
- Provincia marítima de Granada (GR)
- Provincia marítima de Huelva (HU)
- Provincia marítima de Ibiza(IB)
- Provincia marítima de Las Palmas (GC)
- Provincia marítima de Lugo (LU)
- Provincia marítima de Málaga (MA)
- Provincia marítima de Mallorca (PM)
- Provincia marítima de Melilla (MLL)
- Provincia marítima de Palamós (PG)
- Provincia marítima de San Sebastián (SS)
- Provincia marítima de Santander (ST)
- Provincia marítima de Sevilla (SE)
- Provincia marítima de Tarragona (TA)
- Provincia marítima de Tenerife (TE)
- Provincia marítima de Valencia (VA)
- Provincia marítima de Vigo (VI)
- Provincia marítima de Villagarcía (VILL)

### Confederaciones Hidrográficas

Mapa de las distintas demarcaciones hidrográficas de España

- Confederación Hidrográfica del Cantábrico
- Confederación Hidrográfica del Duero
- Confederación Hidrográfica del Ebro
- Confederación Hidrográfica del Guadalquivir
- Confederación Hidrográfica del Guadiana
- Confederación Hidrográfica del Júcar
- Confederación Hidrográfica del Miño-Sil
- Confederación Hidrográfica del Segura
- Confederación Hidrográfica del Tajo